# Artibeus fraterculus
Artibeus fraterculus (Anthony, 1924) è un pipistrello della famiglia dei Fillostomidi diffuso nell'America meridionale.

## Descrizione

### Dimensioni
Pipistrello di medie dimensioni, con la lunghezza della testa e del corpo tra 64 e 76 mm, la lunghezza dell'avambraccio tra 52 e 59 mm, la lunghezza del piede tra 12 e 16 mm, la lunghezza delle orecchie tra 15 e 21 mm e un peso fino a 55 g.

### Aspetto
La pelliccia è corta, liscia e compatta. Le parti dorsali variano dal grigio al bruno-grigiastro, mentre le parti ventrali sono più chiare, con le punte dei peli argentate. Il muso è corto e largo. La foglia nasale è ben sviluppata e lanceolata. Due strisce chiare poco marcate sono presenti su ogni lato del viso, la prima si estende dall'angolo esterno della foglia nasale fino a dietro l'orecchio, mentre la seconda parte dall'angolo posteriore della bocca e termina alla base del padiglione auricolare. Il labbro inferiore ha una verruca al centro circondata da altre più piccole. Il trago è grigio o grigio scuro. Le membrane alari sono nerastre. È privo di coda, mentre l'uropatagio è ridotto ad una sottile membrana lungo la parte interna degli arti inferiori. Il calcar è corto. Sono presenti due molari sulle semi-arcate superiori e tre in quelle inferiori.

## Biologia

### Alimentazione
Si nutre di frutta.

### Riproduzione
Esistono due periodi riproduttivi. Femmine gravide sono state catturate a ottobre e novembre, mentre altre che allattavano a luglio e novembre.

## Distribuzione e habitat
Questa specie è diffusa nell'Ecuador occidentale e nel Perù nord-occidentale e centrale.
Vive in ambienti aridi fino a 1.600 metri di altitudine.

## Conservazione
La IUCN Red List, considerato il vasto areale e la popolazione presumibilmente numerosa, classifica A.fraterculus come specie a rischio minimo (Least Concern)).